# Antoine Hérouard
Antoine Henry Pierre Marie Hérouard (Neuilly-sur-Seine, 10 agosto 1956) è un arcivescovo cattolico francese, dall'11 febbraio 2022 arcivescovo metropolita di Digione.

## Biografia
Antoine Hérouard è nato nel 1956. 

### Formazione e ministero sacerdotale
Si è laureato presso l'Ecole des Hautes Etudes Commerciales a Parigi. Ha studiato teologia a Roma, al Pontificio Seminario Romano Maggiore e alla Pontificia Università Gregoriana e ha conseguito una licenza canonica in teologia morale. È stato ordinato sacerdote nel 1985 per l'arcidiocesi di Parigi e ha ricoperto vari ministeri nelle parrocchie, cappellano, come professore di morale sociale presso lo Studium del seminario di Parigi.
È stato, in particolare, rappresentante del cardinale Jean Marie Lustiger presso la Commissione consultiva nazionale per i diritti umani (CNCDH) e vicario episcopale per la solidarietà e cappellano diocesano dell'associazione Secours Catholique. È stato eletto segretario generale della Conferenza episcopale di Francia, il 6 novembre 2007, alla fine delle elezioni tenutesi durante la 45ª Assemblea dei vescovi a Lourdes dal 3 all'8 novembre 2007.
Dopo due mandati, in cui è stato apprezzato "per la sua efficiente gestione dei servizi della Conferenza", il 9 aprile 2014 è stato nominato rettore del Pontificio seminario francese di Roma, dove è succeduto a mons. Sylvain Bataille.

### Ministero episcopale
Il 22 febbraio 2017 è stato nominato vescovo ausiliare di Lilla da papa Francesco in sostituzione di mons. Gérard Coliche, di 75 anni. Ha ricevuto l'ordinazione episcopale dall'arcivescovo Laurent Ulrich, arcivescovo di Lilla, domenica 30 aprile, nella cattedrale di Notre-Dame-de-la-Treille. Allo stesso tempo è stato nominato vescovo titolare di Maillezais.
Il 6 giugno 2019 è stato nominato delegato pontificio ad nutum Sanctae Sedis (a disposizione della Santa Sede) presso il Santuario di Nostra Signora di Lourdes, per dedicarsi alla cura dei pellegrinaggi.
L'11 febbraio 2022 papa Francesco lo ha nominato arcivescovo metropolita di Digione; è succeduto all'arcivescovo Roland Minnerath, dimessosi per raggiunti limiti d'età. Ha preso possesso dell'arcidiocesi il 13 marzo successivo.

### Impegno sociale dei cristiani
Al 40º incontro dei segretari generali delle conferenze episcopali, tenutosi a Edimburgo, in Scozia, dal 29 giugno al 2 luglio 2012, il vescovo Antoine Hérouard, testimoniando la "vitalità della Chiesa in Francia, che, sebbene vive difficoltà, ha un vero dinamismo", chiede l'impegno sociale dei cristiani:
A seguito di un grave caso di appropriazione indebita da parte di un dipendente della Conferenza episcopale francese, il vescovo Antoine Hérouard, indignato, ricorda l'esigenza della professionalità al servizio della Chiesa in nome del rispetto del dono dei fedeli:

## Genealogia episcopale e successione apostolica
La genealogia episcopale è:
- Cardinale Guillaume d'Estouteville, O.S.B.Clun.
- Papa Sisto IV
- Papa Giulio II
- Cardinale Raffaele Sansone Riario
- Papa Leone X
- Papa Paolo III
- Cardinale Francesco Pisani
- Cardinale Alfonso Gesualdo di Conza
- Papa Clemente VIII
- Cardinale Pietro Aldobrandini
- Cardinale Laudivio Zacchia
- Cardinale Antonio Barberini, O.F.M.Cap.
- Cardinale Nicolò Guidi di Bagno
- Arcivescovo François de Harlay de Champvallon
- Cardinale Louis-Antoine de Noailles
- Vescovo Jean-François Salgues de Valderies de Lescure
- Arcivescovo Louis-Jacques Chapt de Rastignac
- Arcivescovo Christophe de Beaumont du Repaire
- Cardinale César-Guillaume de la Luzerne
- Arcivescovo Gabriel Cortois de Pressigny
- Arcivescovo Hyacinthe-Louis de Quélen
- Vescovo Louis-Charles Féron
- Vescovo Pierre-Alfred Grimardias
- Cardinale Guillaume-Marie-Romain Sourrieu
- Cardinale Léon-Adolphe Amette
- Arcivescovo Benjamin-Octave Roland-Gosselin
- Cardinale Paul-Marie-André Richaud
- Cardinale Paul Joseph Marie Gouyon
- Vescovo Charles-Auguste-Marie Paty
- Cardinale Louis-Marie Billé
- Arcivescovo Laurent Bernard Marie Ulrich
- Arcivescovo Antoine Henry Pierre Marie Hérouard

La successione apostolica è:
- Vescovo Grégoire François Bruno Drouot (2024)

## Araldica
| Stemma | Blasonatura |
| ------ | --- |
|        | Tripartito rovesciato: al 1º, d'azzurro al giglio d'oro; al 2º, d'oro a tre fasce sabbiate; al 3º, d'ermellino. |